# Zdzisław Bradel
Zdzisław Bradel (ur. 21 czerwca 1950 w Gdańsku, zm. 3 września 2020 w Warszawie) – polski polityk i działacz samorządowy, działacz opozycji w okresie PRL.

## Życiorys

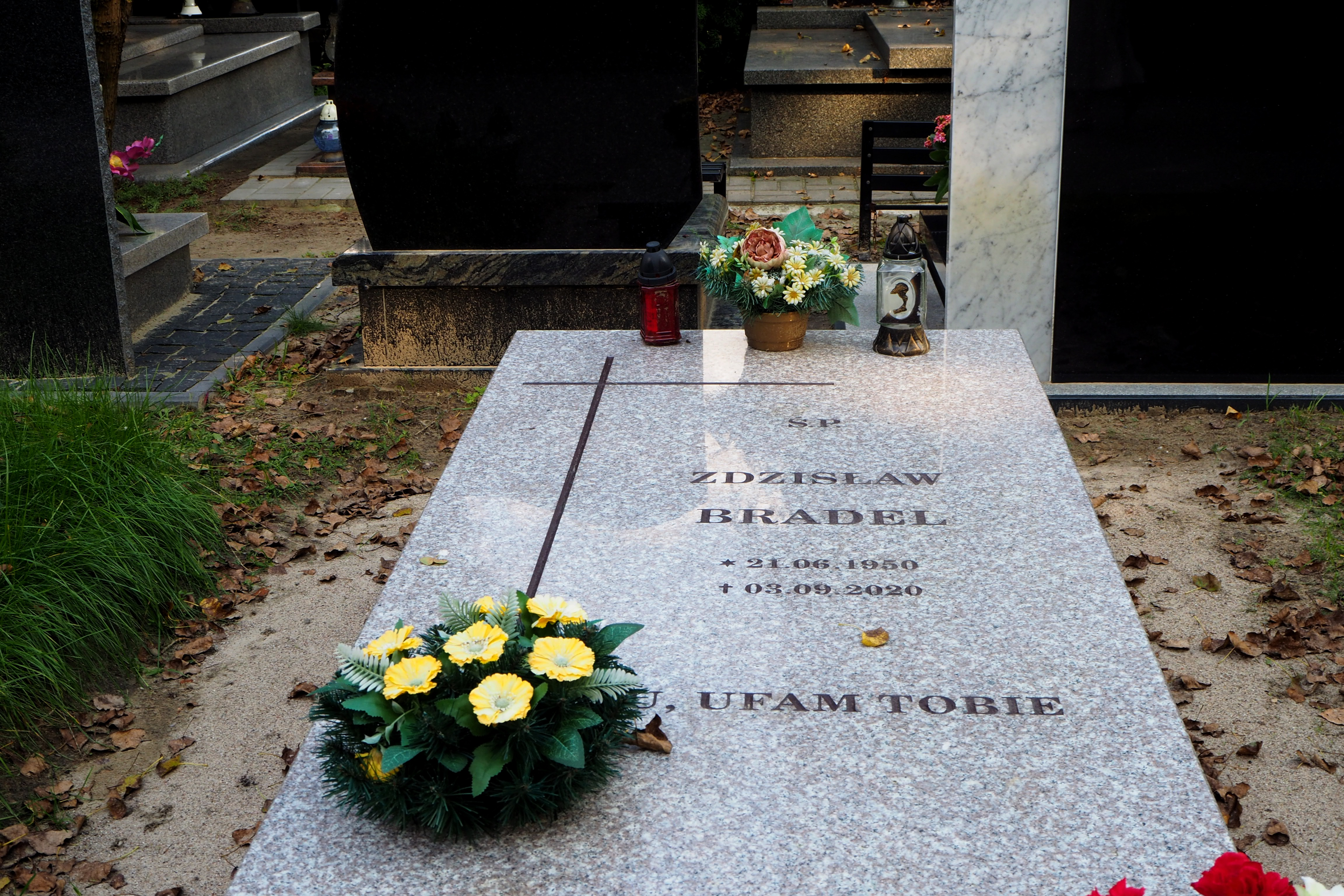
Grób Zdzisława Bradela na Cmentarzu Wojskowym na Powązkach w Warszawie

W latach 70. był studentem Wydziału Nauk Humanistycznych Katolickiego Uniwersytetu Lubelskiego, publikował w prasie katolickiej, należał do Koła Młodych Literatów oddziału Związku Literatów Polskich w Lublinie. Od 1974 był aktywnym członkiem duszpasterstwa akademickiego prowadzonego przez o. Ludwika Wiśniewskiego.
W połowie lat 70. zaangażował się w działania opozycyjne, m.in. na początku 1976 uczestniczył w zbieraniu podpisów pod listem protestacyjnym przeciwko zmianom w Konstytucji PRL, latem 1976 uczestniczył w akcji pomocy robotnikom prześladowanym po wydarzeniach radomskich. Był jednym z twórców, a następnie członkiem redakcji ukazującego się od jesieni 1977 poza cenzurą Niezależnego Pisma Młodych Katolików Spotkania, publikował tam pod pseudonimem Witold Zdziechowski. W maju 1979 był sygnatariuszem listu protestacyjnego przeciwko ograniczeniom związanym z pielgrzymką Jana Pawła II do Polski, dotyczącym udziału wiernych i informacji w mediach, uczestniczył też w głodówce protestacyjnej przeciwko pominięciu w programie wizyty sanktuarium w Piekarach Śląskich. Współpracował z działaczami Ruch Obrony Praw Człowieka i Obywatela. m.in. był sygnatariuszem oświadczenia przeciwko represjom wobec uczestników niezależnych obchodów święta 11 listopada w 1979, a także akcji bojkotu wyborów do rad narodowych w 1978 i 1980. Jako kurier przewoził na Litwę i Białoruś literaturę bezdebitową i religijną. W połowie 1980 rozluźnił swoje związki ze środowiskiem Spotkań i został członkiem Ruchu Młodej Polski.
Zaangażował się w działalność NSZZ „Solidarność”, był m.in. członkiem redakcji wydawanego w okresie legalnego działania związku Biuletynu Informacyjnego NSZZ „Solidarność” Region Środkowo-Wschodni (od listopada 1981 redaktorem naczelnym pisma). W marcu 1981 został członkiem Komitetu Obrony Ludzi Prześladowanych za Przekonania. Był także redaktorem Biuletynu Informacyjnego NSZZ Rolników Indywidualnych „Solidarność” Region Środkowo-Wschodni. Od września 1981 kierował Wszechnicą Ludową, był też prelegentem Wszechnicy Związkowej w Lublinie.
Od 3 stycznia 1982 do 10 lutego 1982 był internowany w ośrodku w Iławie. Od jesieni 1982 do przełomu 1982/1983 był przewodniczącym podziemnego Tymczasowego Zarządu Regionu Środkowo-Wschodniego. W II połowie lat 80. został aktywnym członkiem ruchu Comunione e Liberazione.
Po 1989 publikował w prasie katolickiej, m.in. był redaktorem pisma Ład. W latach 1992–1993 był doradcą wicepremiera Pawła Łączkowskiego, należał do Zjednoczenia Chrześcijańsko-Narodowe, Partii Chrześcijańskich Demokratów i Ruchu Odbudowy Polski. Był radnym miasta Józefowa, od listopada 1995 do 1998 przewodniczącym Rady Miasta Józefowa. W latach 1998–2002 był radnym Powiatu otwockiego. W 2011 został odznaczony Krzyżem Kawalerskim Orderu Odrodzenia Polski.
Zmarł 3 września 2020 w szpitalu w Warszawie, został pochowany na Cmentarzu Wojskowym na Powązkach. Pośmiertnie został odznaczony przez Prezydenta RP Andrzeja Dudę Krzyżem Komandorskim Orderu Odrodzenia Polski.